# 579
Évszázadok: 5. század – 6. század – 7. század
Évtizedek: 520-as évek – 530-as évek – 540-es évek – 550-es évek – 560-as évek – 570-es évek – 580-as évek – 590-es évek – 600-as évek – 610-es évek – 620-as évek
Évek: 574 – 575 – 576 – 577 –  578 – 579 – 580 – 581 – 582 – 583 – 584

## Események

### Bizánci Birodalom
- I. Huszrau perzsa sah amnesztiát ad az örmény lázadóknak, így felkelésük véget ér. A 67 éves Huszrau ezután béketárgyalásokat kezd, hogy lezárják a bizánci-perzsa háborút, de röviddel később meghal. Fia és utóda, IV. Hurmuz ragaszkodik a bizánciak adófizetéséhez, így a tárgyalások megszakadnak. A követjárások miatt a jelentősebb harci cselekményeket leállítják; Maurikiosz fővezér megerősíti a szíriai és örmény határt.
- Meghal I. Benedictus pápa. Utóda II. Pelagius,[1]  aki a Rómát ostromzár alatt tartó longobárdok miatt nem tud császári jóváhagyást kérni megválasztásához. A pápa képviselőjeként (apocrisiarius) Gregoriust küldi Konstantinápolyba.

### Európa
- Liuvigild vizigót király fia, Hermenegild feleségül veszi I. Sigebert frank király 12 éves lányát, a katolikus Ingundot. Ingund a királyné fizikai kényszerének ellenére sem hajlandó áttérni a vizigótoknál elterjedt ariánus hitre. Hogy enyhítse a konfliktust, Liuvigild déli tartományainak kormányzását bízza Hermenigildre, aki Sevillában megismerkedik Leander püspökkel és maga is hajlani kezd a katolicizmus felé (formálisan csak 582-ben keresztelkedik meg). Kikiáltja magát Sevilla királyának (bár apját továbbra is elismeri királyként) és a következő évben Leandert Konstantinápolyba küldi, hogy kérjen segítséget a császártól.
- Lázadás tör ki I. Chilperic frank királyságában Limousin, Poitou és Bretagne régiókban a magas adók miatt. A lázadást a frankok leverik.
- Meghal Theodric, Bernicia királya. Utóda Frithuwald.

### Kelet-Ázsia
- Hszüan az Északi Csou dinasztia császára formálisan lemond a trónról 6 éves fia, Jüven Jen javára, aki a Csing uralkodói nevet veszi fel. Hszüan ezután pazarló, élvhajhász, megalomán életmódot folytat, az istenekhez hasonló tiszteletadást követelve. A hagyományokat felrúgva nem csak feleségének, hanem négy további ágyasának is császárnői rangot adományoz.
- Meghal Csindzsi, a koreai Silla királya. Utóda Csinphjong.

## Halálozások
- július 30. – I. Benedek pápa<ref name="Barth">
- I. Huszrau, szászánida király
- Theodric, Bernicia királya
- Csindzsi, Silla királya

## Fordítás
- Ez a szócikk részben vagy egészben  a(z)   579 című angol Wikipédia-szócikk ezen változatának fordításán alapul.  Az eredeti cikk szerkesztőit annak laptörténete sorolja fel. Ez a jelzés csupán a megfogalmazás eredetét és a szerzői jogokat jelzi, nem szolgál a cikkben szereplő információk forrásmegjelöléseként.